# Zuihitsu
El zuihitsu corresponde a la forma conocida en el occidente como ensayo. Introducida en Japón en el siglo XI por la dama Sei Shonagon como una forma libre, espontánea y fresca con la que ella recogía sus experiencias diarias en la corte Heian y las reproducía en textos para su deleite personal. Sus ensayos no fueron pensados para la difusión pública. Un ejemplo de los textos de Sei es El libro de la almohada.